# عثمان جونیور
عثمان جونیور (انگلیسی: Osman Júnior؛ زادهٔ ۲۹ اکتبر ۱۹۹۲) بازیکن فوتبال اهل برزیل است.
از باشگاه‌هایی که در آن بازی کرده‌است می‌توان به باشگاه فوتبال سانتوس اشاره کرد.